# Obor integrity
Obor integrity je komutativní okruh R s jednotkovým prvkem, pro který navíc platí axiom
{\displaystyle \forall a\in R,a\neq 0\quad \forall b\in R,b\neq 0\qquad a\cdot b\neq 0}.
Oborem integrity je tedy každý komutativní okruh s jednotkovým prvkem, ve kterém nejsou netriviální dělitelé nuly. Lze v něm krátit nenulovými prvky zleva i zprava.
Anglický název oboru integrity (integral domain) odráží skutečnost, že obor integrity lze chápat jako zevšeobecnění oboru celých čísel (integers).

## Příklady
- Každé komutativní těleso (nazývané také pole) je oborem integrity.
- Množina celých čísel {\displaystyle \mathbb {Z} } s obvyklým sčítáním a násobením je oborem integrity, není však tělesem.
- Jakýkoliv okruh polynomů v libovolném počtu proměnných nad oborem integrity je zase oborem integrity.
- Gaussova celá čísla {\displaystyle \mathbb {Z} }[i] jsou oborem integrity.
- Jsou-li všechny ideály v oboru hlavní, tj. generované jedním prvkem, jedná se o obor hlavních ideálů.